# Saitis lacustris
Saitis lacustris är en spindelart som beskrevs av Hickman 1944. Saitis lacustris ingår i släktet Saitis och familjen hoppspindlar. Inga underarter finns listade i Catalogue of Life.